# Pedro de Estopiñán y Virués
Pedro de Estopiñán y Virués o simplemente Pedro Estopiñán y también conocido como Pedro de Estopiñán el Conquistador de Melilla (Jerez de la Frontera, ca. 1470-Monasterio de Guadalupe, 3 de septiembre de 1505) fue un militar y conquistador castellano vinculado desde su juventud al servicio de la casa ducal de Medina Sidonia. Debe su fama principalmente a ser el comandante en jefe del ejército del duque Juan Pérez de Guzmán que conquistó la ciudad de Melilla en el año 1497.

## Biografía

### Origen familiar y primeros años
Pedro de Estopiñán había nacido hacia 1465 o 1470 en las ciudades de Cádiz o Jerez de la Frontera (Corona de Castilla). Era hijo del hidalgo Remón Estopiñán y Vargas (n. Reino de Aragón, ca. 1450), jurado de Jerez de la Frontera, y de su esposa desde 1470, Mayor de Virués (n. Jerez de La Frontera, ca. 1450), de noble alcurnia. Fueron sus hermanos Francisco y Bartolomé de Estopiñán, quien participara en la Guerra de Granada entre 1482 y 1492 y, junto a Alonso Fernández de Lugo, en la conquista de las islas Canarias en 1495.
El linaje de su familia paterna procedía del Alto Aragón, desde donde una rama pasó a establecerse en Andalucía durante la primera mitad del siglo XIV. Es frecuente que varios caballeros con ese apellido aparezcan en las narraciones de la época, sobre todo vinculados al linaje de los Guzmanes, condes de Niebla y posteriores duques de Medina Sidonia. Sus padres estaban asentados en Cádiz pero fueron expulsados de allí poco después de que la ciudad fuese tomada en 1466 por el conde de Arcos, casa nobiliaria rival de la de Medina Sidonia.

### Contador del duque de Medina Sidoña
A temprana edad entró como paje al servicio de la Casa de Medina Sidonia en su palacio de Sanlúcar de Barrameda.  Más adelante, recibió el importante cargo de contador de la Casa, con un sueldo anual de unos 80.000 maravedíes.
En 1489 participó en una expedición militar de su señor contra una almadraba que pertenecía a su principal rival, el duque de Cádiz Rodrigo Ponce de León. Estopiñán capitaneaba, junto a su hermano Bartolomé, una flota que bombardeó la almadraba, destruyéndola. La Corona condenó por estos hechos a los hermanos Estopiñán al destierro pero la sentencia no se ejecutó.
En junio de 1496, buena parte de la corte de los duques de Medina Sidonia, incluida la propia duquesa Leonor de Estúñiga, se había desplazado a Conil para asistir al espectáculo de la pesca de almadrabas. Súbitamente, un barco de piratas berberiscos se introdujo entre los buques pesqueros y lograron abordar uno de ellos.
Ante el peligro evidente, Pedro de Estopiñán, zarpó en una pequeña embarcación para parlamentar con el jefe de los piratas, quien pidió una elevada cantidad de dinero por el rescate de los marinos prisioneros. Con audacia, Estopiñán abrazó por sorpresa al musulmán y cayó con él al agua, donde fue recogido por sus hombres, lo que, evidentemente, cambió el curso de las negociaciones: el jefe de los piratas fue canjeado por la tripulación y el buque, poniendo punto final al truculento episodio. Los ecos de admiración por la valentía de Pedro no cesaron de proclamarse por todo el territorio, incluso llegaron a los anales históricos de Jerez.

### Conquista de Melilla
Posiblemente gracias a esta demostración, cuando los Reyes Católicos autorizaron a la Santa Hermandad la dotación de un ejército para la conquista de Melilla, bajo la dirección del duque de Medina Sidonia, este eligió a Estopiñán para dirigirlo. Es posible también que facilitase su elección el hecho de que las tropas, suministradas por los concejos de Jerez, Medina, Arcos y Sanlúcar de Barrameda, estuviesen organizadas por tres jerezanos como él: el corregidor Juan Sánchez Montiel, Francisco de Vera (Provincial de la Santa Hermandad), y Manuel Riquelme (veinticuatro -regidor- de Jerez y capitán de la Hermandad concejil).
Así pues, Pedro de Estopiñán, al frente de 5000 infantes y 250 jinetes, desembarcó en el norte de África y puso cerco a Melilla, que finalmente fue conquistada el 17 de septiembre de 1497. Tras la conquista, Estopiñán regresó a la península, dejando una guarnición de 1500 hombres para la defensa de la plaza, así como un ingente número de canteros, carpinteros y albañiles con el mandato de reparar las fortificaciones de la ciudad y construir nuevas murallas defensivas.
Estopiñán regresó pronto al norte de África, puesto que al año siguiente los musulmanes redoblaron sus esfuerzos por recuperar la plaza perdida. Ante los ataques sufridos por la guarnición de Melilla, el duque Juan, de acuerdo con los Reyes Católicos, decidió enviar tropas de refresco, de nuevo encabezadas por Estopiñán, a quien esta vez acompañaba otro destacado caballero de la casa ducal, García León.
Al dejar a los sitiadores entre dos fuegos, el triunfo castellano fue total ya que, a instancias de Estopiñán, persiguieron a todos los fugitivos hasta obligarlos a asentarse en la región de Orán, más lejana y con menos medios; igualmente, un número de musulmanes no inferior a 250 fueron apresados, como posible moneda de cambio en el futuro. Aunque en el propio año 1498 aún tuvo Estopiñán que regresar por dos veces a Melilla, se puede dar esta fecha como el inicio de la estabilidad de los cristianos en la plaza norteafricana.
Por sus servicios, Estopiñán fue recompensado con una encomienda de la Orden de Santiago y con el cargo de regidor en Jerez.
Ante la ausencia de noticias referentes a conflictos bélicos, la biografía del caballero jerezano vuelve a ser difícil de reconstruir en el período 1499-1503. Es bastante probable que para esta fecha ya estuviese casado con  Beatriz Cabeza de Vaca, con la que vivía en Sanlúcar, en una casa de su propiedad en la calle Corredera. Beatriz acogió en su casa a un sobrino suyo llamado Álvar Núñez Cabeza de Vaca, que había quedado huérfano de pequeño. Estopiñán se dedicaba al cultivo de cereales, olivos y vides.y, contrariamente a la mayoría de la élite jerezana de la época, se implicó personalmente en la gestión de las fincas y la exportación de vino.

### Campañas del Rosellón y otras misiones
En 1503, sus servicios militares fueron de nuevo requeridos por el propio Rey Católico, Fernando de Aragón, con objeto de que acudiese a Salces (Rosellón), puesto que las tropas del monarca francés Luis XII sometían a un severo cerco esta ciudad.
De nuevo demostró su valía militar, puesto que dividió a sus tropas en dos grupos: el primero hostigaba la retaguardia de los sitiadores sin cesar, mientras que el segundo fue enviado al puerto para evitar que los refuerzos franceses, que habían embarcado en Colliure con destino al Rosellón catalán, pudiesen desembarcar y sumarse al resto. La maniobra fue efectiva, ya que la retirada de los invasores se produjo a finales del citado año sin que Estopiñán tuviese que entablar combate. Tras la victoria, acompañó al rey Fernando de regreso a Castilla.
En su último año de vida, Estopiñán contribuyó a la organización de la expedición a Mazalquivir y fue enviado por el duque de Medina Sidonia a los Países Bajos de los Habsburgo con la misión de contactar con Felipe el Hermoso. En el viaje de vuelta, falleció súbitamente mientras se encontraba en el monasterio de Guadalupe, el 3 de septiembre de 1505. Fue enterrado dos días más tarde en el propio monasterio. 

### Títulos regios de adelantado y gobernador general de las Indias
El rey Fernando, en recompensa a la efectiva labor de Pedro de Estopiñán, lo nombró a principios de 1504 como adelantado de Indias y capitán general de la isla de Santo Domingo y dependencias, con lo que parecía ponerse el colofón a su carrera militar si se tiene en cuenta al prestigio y valía de los citados puestos en el organigrama político-militar de la dominación española de América. Durante ese mismo año, Estopiñán comenzó los preparativos del viaje al Nuevo Mundo, a donde se iba a establecer con toda su progenie y familia.[cita requerida]
Algunos historiadores, especialmente H. Sancho y A. Rodríguez, han manejado la hipótesis de que Estopiñán fuese envenenado por algún enemigo suyo que se viera ofendido por las jugosas prebendas americanas dadas en su favor.[cita requerida]
Otros historiadores opinan, por el contrario, que todo el supuesto nombramiento de Pedro de Estopiñán como adelantado y gobernador es una noticia "de dudosa fiabilidad".

## Matrimonio y descendencia
Pedro de Estopiñán se unió en matrimonio hacia 1500 con Beatriz Cabeza de Vaca (n. ca. 1470), una hermana de Teresa Cabeza de Vaca que a su vez se casó con Francisco de Vera, veinticuatro jerezano —que era hijo de Pedro de Vera, gobernador de Gran Canaria— y fueran los padres de Álvar Núñez Cabeza de Vaca, futuro adelantado del Río de la Plata.
Pedro de Estopiñán y Beatriz Cabeza de Vaca tuvieron los siguientes hijos:
- Pedro de Estopiñán Cabeza de Vaca (n. ca. 1495[5] - Jerez de la Frontera, después de 1565) entró como paje al servicio del duque de Medina Sidonia y fue desposado en 1516 con Beatriz de Carrizosa recibiendo de su madre una rica dote de 500.000 maravedíes. Beatriz era nieta de Pedro de Vera y de Íñigo López de Carrizosa, ambos regidores de Jerez y partidarios clave del duque de Arcos en la ciudad, con lo cual Pedro quedaba en un posición equidistante entre las dos casas nobiliarias rivales.[3] Siguió la carrera de las armas y en 1537 acompañó a su primo el adelantado Álvar Núñez al Nuevo Mundo pero regresaría sin riqueza con este en 1544.[9] Para 1565 estaba viudo y solicitaba pasar a Perú junto con un hijo (llamado también Pedro de Estopiñán) para vivir con su hermano Lorenzo.[3][5]
- Ramón de Estopiñán se licenció en Derecho por la universidad de Salamanca y se instaló en las islas Canarias como oidor de la real audiencia homónima.[9] Una de sus misiones fue tomar juicio de residencia a Pedro de Lugo.[3]
- Francisco de Estopiñán fue también paje de los Guzmán y se asentó en la villa de El Pedroso, de la Orden de Santiago, cerca de Sevilla.[3] Allí emparentó con familias ilustres.[9]
- Diego de Figueroa y Estopiñán (n. ca. 1500)[5] fue jurado de Jerez de la Frontera, en donde tendría una próspera situación económica.[9] Casó con Elvira de Torres.[3] Un hijo suyo llamado Lorenzo de Figueroa y Estupiñán (n. 1535) obtuvo en 1577 licencia para pasar a Perú, se instaló en la casa de su difunto tío Lorenzo y se casó con la joven viuda de este.[5]
- Lorenzo de Estopiñán y Figueroa (n. 1504 o 1505, f. Lima, 22 de diciembre de 1573)[5] pasó muy joven al Virreinato del Perú,[9] en donde se le adjudicó una rica encomienda[9] que administró noblemente, transformándose en la ciudad de Lima en un hombre de gran fortuna y prestigio.[9] Participó en una expedición de conquista en la actual Colombia,[5] apoyó a los Pizarro en su enfrentamiento con Diego de Almagro, acompañó a su primo Alvar Núñez durante un tiempo y simpatizó con los defensores de los derechos de los indios.[3] Falleció sin descendencia.[5]

Además, parecen haber tenido otros dos hijos varones que murieron de niños y posiblemente una hija hembra llamada Beatriz.
Tras la muerte de Estopiñán, su viuda se mudó a Jerez y liquidó parte de sus propiedades agrícolas, sobre todo las de la zona de Sanlúcar.

## Homenajes
La ciudad de Melilla ha dedicado el nombre de una de sus plazas, la de la ciudad vieja, a la memoria de su conquistador.